# CATO

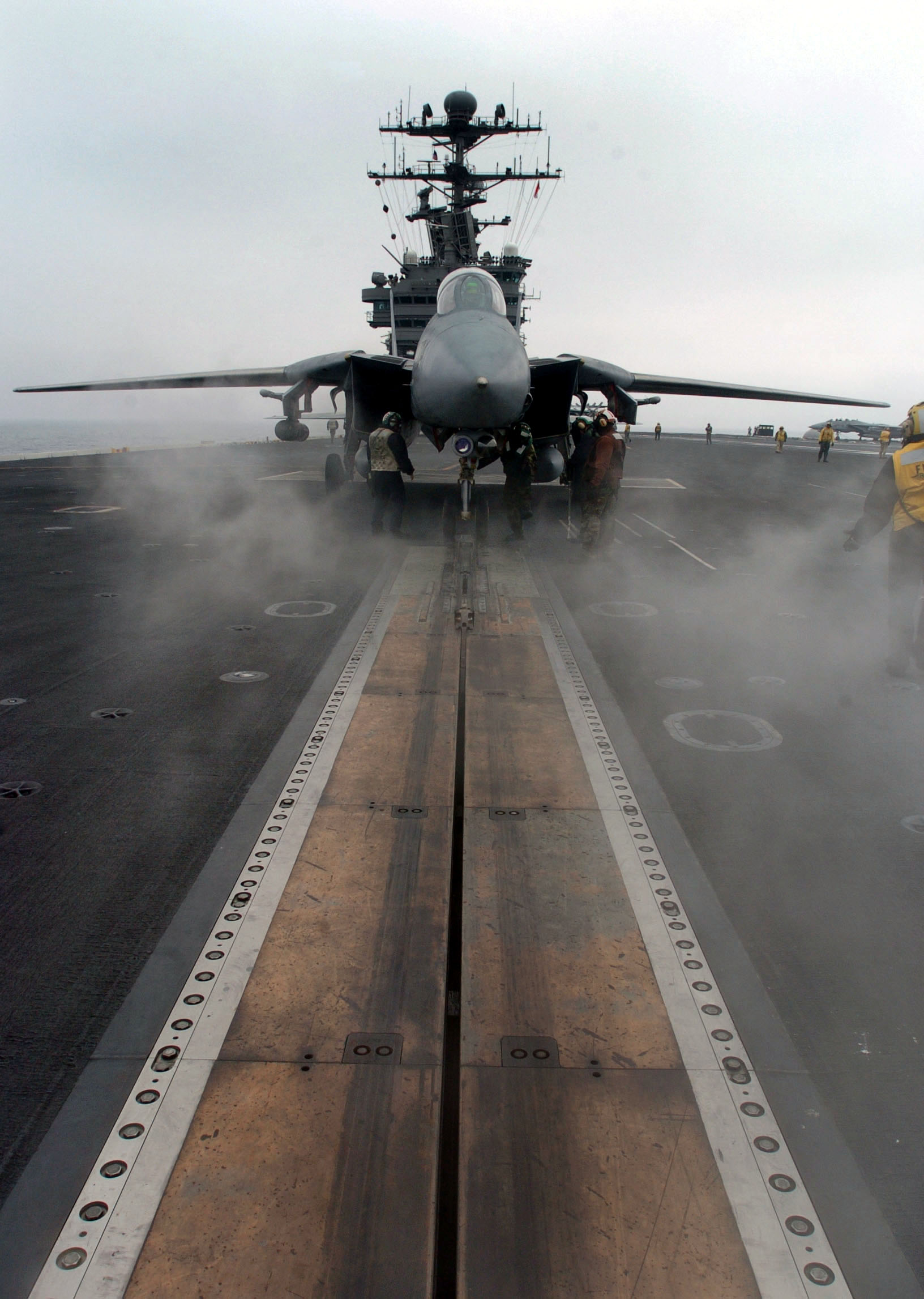
Un Grumman F-14D Tomcat enganxat a la catapulta del portaavions nord-americà USS John C. Stennis (CVN-74).

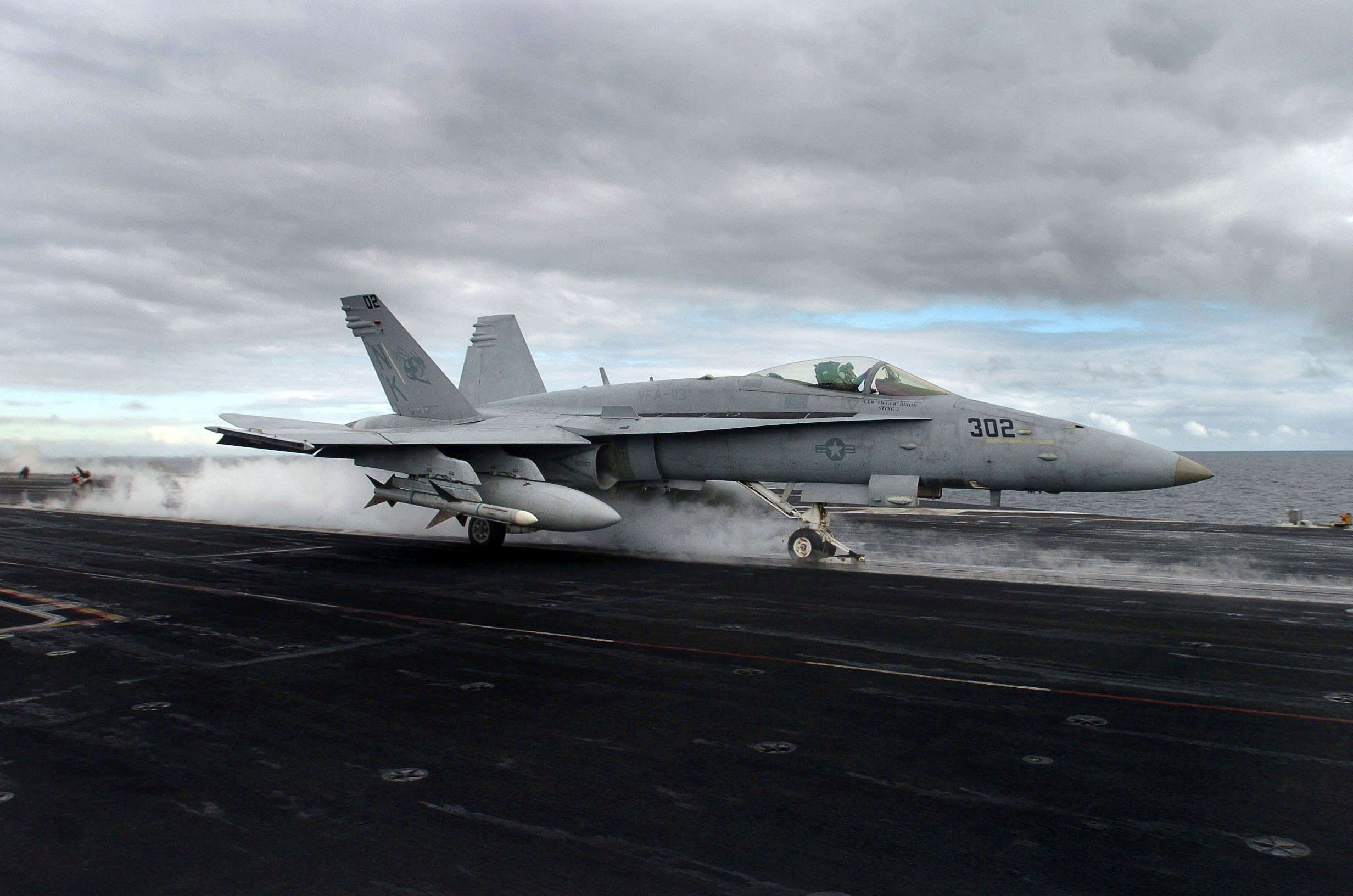
Un McDonnell Douglas F/A-18C Hornet enlairant-se de portaavions nord-americà USS John C. Stennis (CVN-74) gràcies a la catapulta.

CATO (acrònim en anglès de Catapult Assisted Take-Off, «enlairament assistit per catapulta») se sol donar en portaavions. Aquests poden disposar d'una catapulta al llarg de la coberta, i sota d'ella hi ha un pistó que funciona a pressió, que s'encarrega que la catapulta funcioni. L'avió es lliga a la llançadora mitjançant un cable d'acer que el tensa un engranatge i, quan tot està preparat, la catapulta entra en funcionament llançant l'avió en pocs segons a una velocitat superior a la que seria necessària per aconseguir la sustentació.
Els enlairaments assistits utilitzen sistemes per posar en l'aire l'avió. Les possibles raons són:
- Que el pes de l'avió excedeixi el pes màxim d'enlairament.
- Que l'avió no tingui potència suficient.
- Que la longitud de la pista d'aterratge i enlairament disponible sigui insuficient.
- Una combinació de les anteriors.

En el cas de planadors també es considera enlairament assistit, ja que, en no tenir motor, són incapaços de sortir sense ajuda.
Amb el temps, Estats Units ha substituït els sistemes a pressió de les catapultes per un tipus de motor d'inducció electromagnètic anomenat EMALS ( Electromagnetic Aircraft Launch System ), que en català significa sistema electromagnètic de llançament d'avions. El seu funcionament consisteix en una ona electromagnètica que viatja pel motor de la llançadora, i propulsa l'avió al llarg de tota la longitud de la pista d'una manera més progressiva.
A l'hora d'aterrar, el mecanisme de la catapulta també ajuda, ja que els avions que prenen terra porten un ganxo que s'enganxa al cable d'acer i aquest es tensa automàticament, reduint la velocitat de l'avió fins que aquest s'atura completament. Si l'avió que pretén aterrar als portaavions no s'enganxa al cable d'acer, procedirà a recórrer tota la pista i enlairar-se de nou, i d'aquí a tornar-ho a intentar.